# Обольцы
Обо́льцы (бел. Абольцы) — агрогородок в Толочинском районе Витебской области Беларуси, центр Оболецкого сельсовета. Население — 135 человек (2019).

## География
Посёлок находится в 22 км к северо-востоку от Толочина. Обольцы стоят в верхнем течении реки Оболянка. Соединены местными дорогами с шоссе Р15 и Р25, которые пересекаются недалеко от посёлка. Ещё одна автодорога ведёт в Коханово. Ближайшая железнодорожная станция Лемница находится в 7 км к северо-востоку (линия Орша — Лепель).

## Название
Название Обольцев происходит от названия двинской реки Оболянки.

## История
На территории межующей с Обольцами д. Клебань (историческое название - Старые Обольцы) во время экспедиции 2006 г. было открыто городище на мысе левого притока реки Оболянки, на месте которого сейчас расположено одно из двух кладбищ Обольцев. По словам местных жителей, которые хоронят там односельчан, мощность культурного слоя достигает 0,5-1 м. По внешнему виду и аналогиям городище предварительно отнесено к 3-й четверти I тыс. н.э.
В исторических источниках впервые упоминаются в 1385 году. В датируемом этим временем "Списке русских городов дальних и ближних" под заголовком "се Литовьскыи [гроди]" упоминаются "Оболчи" (вариант: Оболче).
К тому же времени относится и упоминание Обольцев (Obolcza) в 1387 году, когда великий князь литовский и король польский Ягайло в рамках акции по христианизации Литвы основал семь костелов, в том числе в довольно удаленных на восток Обольцах и Гайне (костел в Обольцах один из первых на территории Беларуси). Гайна на то время находилась на самом восточном крае литовскоязычного ареала, а в отстоящих еще на 200 км на восток Обольцах, согласно историку Е. Охманьскому, на то время сохранялся остаточный анклав балтоязычного населения, по языковому признаку идентифицируемого как "литовцы". Позднее в отписаниях земель в Обольцах, совершенных в период 1440-1444 г. великим князем литовским Казимиром, в качестве получателя земель фигурирует и "Савирим Обольчанин". Упоминается и его дед по имени Куркуть (соответствует лит. Kurkutis), который, как следует из текста отписания, владел землями в Обольцах уже во времена Ягайло. Согласно Е. Охманьскому, в Обольцах существовала группа местных балтоязычных бояр, вокруг которой в середине XV века появились бояре из Литвы, на время укрепившие местную идентичность. Более вероятным, однако, является мнение про переселение в Обольцы литовцев из Виленского повета, которым одновременно с Витебской землей владел великий князь ВКЛ Ольгерд, потом его сын Ягайло.
Замок находился в Старых Обольцах, в 1 км от центра современной деревни. В XV — начале XVI века Обольцы были центром повета Витебской земли. В повет входила большая часть современной территории Сенненского и север Толочинского районов. Во второй половине XV века Обольцы несколько раз меняли владельцев, пока великий князь Сигизмунд I не даровал имение своей жене Боне.
К середине XVI века Обольцы потеряли прежнее значение. В 1543 году королева и великая княгиня Бона Сфорца обменяла Обольцы вместе с соседними Смолянами на Ковель, принадлежавший князю Василию Сангушко. С этого времени Обольцы надолго вошли в земельные владения рода Сангушко. Согласно административно-территориальной реформе в Великом княжестве Литовском середины XVI века они вошли в состав Оршанского повета Витебского воеводства.
В результате второго раздела Речи Посполитой (1793) Обольцы оказались в составе Российской империи, в Копысском уезде Могилёвской губернии, с 1860 года - в Оршанском уезде. В 1809 году в местечке построили новый костёл. В 1885 году здесь было 60 домов, 265 жителей, в том числе 200 иудеев, 52 православных, 3 католика, в начале XX века 91 дом, 463 жителя, костёл и церковь. В этот время имением владели Зарецкие.

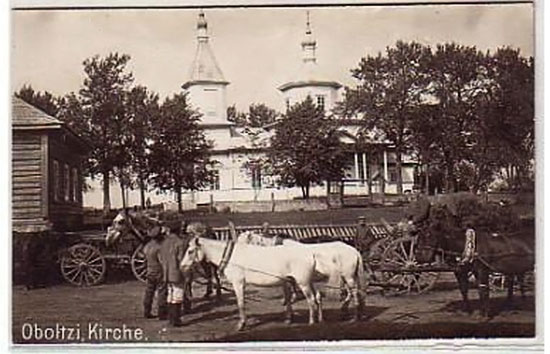
Православная церковь (не сохранилась). Фото 1918 года

25 марта 1918 Обольцы стали частью Белорусской народной республики. С 1919 по 1924 год входили в состав РСФСР, в марте 1924 годы Обольцы перешли к БССР, где стали центром сельсовета Кохановского района (с 8 июля 1931 года в Толочинским районе).
В Великую Отечественную войну с июля 1941 года по июль 1944 года местечко находилось под немецкой оккупацией. В Обольцах было образовано гетто, в котором оккупанты уничтожили большинство еврейского населения посёлка — около 150 человек.
На 1969 в Обольцы было 80 дворов и 225 человек, в 1992 году — 150 дворов и 337 человек.
Католический храм и православная церковь Обольцев не сохранились.

## Достопримечательности
- Мысовое городище I тыс. н.э.
- Памятный камень и старые католические надгробия на месте Оболецкого костела.
- Братская могила партизан